# زاك مكغوان
زاك مكغوان (بالإنجليزية: Zach McGowan)‏ (ولد: 5 مايو 1981 في نيويورك - ) هو ممثل أمريكي.

## أعماله
مثل في عدة أفلام ومسلسلات منها سباق الموت: ما وراء الفوضى وسي إس آي: ميامي.

## وصلات خارجية
- الموقع الرسمي
- زاك مكغوان على موقع IMDb (الإنجليزية)
- زاك مكغوان على موقع ألو سيني (الفرنسية)
- زاك مكغوان على موقع قاعدة بيانات الفيلم (الإنجليزية)